# Episodi di Sirens
La prima stagione della serie televisiva Sirens, composta da sei episodi, è stata trasmessa sul canale britannico Channel 4 dal 27 giugno al 1º agosto 2011.
In Italia la stagione è inedita.
| nº | Titolo originale   | Titolo italiano | Prima TV UK    | Prima TV Italia |
| -- | ------------------ | --------------- | -------------- | --------------- |
| 1  | Up, Horny, Down    |                 | 27 giugno 2011 |                 |
| 2  | Two Man Race       |                 | 4 luglio 2011  |                 |
| 3  | I.C.E              |                 | 11 luglio 2011 |                 |
| 4  | King of the Jungle |                 | 18 luglio 2011 |                 |
| 5  | Stress             |                 | 25 luglio 2011 |                 |
| 6  | Cry                |                 | 1º agosto 2011 |                 |